# Ndembodio (Cameroun)
Ndembodio est un village de la région est du Cameroun situé dans le département de la Kadey. Il se trouve plus précisément dans l'arrondissement de Batouri et dans le quartier de Batouri-ville.

## Population
En 2005, le village de Ndembodio comptait 2 620 habitants dont : 1 274 hommes et 1 346 femmes.

## Éducation
Ce village comporte une grande école maternelle publique ainsi qu'une école primaire publique.